# 조니 애플시드

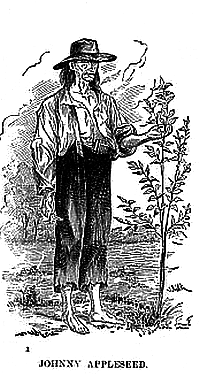
조니 애플시드 (《Howe Historical Collection》)

조니 애플시드(Johnny Appleseed), 본명 존 채프먼(John Chapman, 1774년 9월 26일 ~ 1845년 3월 18일)은 미국인 묘목상으로, 오하이오주, 인디애나주 그리고 일리노이주의 많은 지역에서 사과를 소개하는 선구자적인 활동을 했다. 그가 살아 있을 때 미국의 전설이 되었는데 주된 이유는 그의 친절하고 관대함, 그의 리더십, 그리고 사과의 상징적인 중요성 때문이었다.
그는 또한 엠마뉴엘 스웨덴보르그의 신학논문에 바탕을 둔 스웨덴보르그 신비주의의 선교자였다.

## 가족 관계
존 채프먼은 매사추세츠주 레오민스터 출신으로, 나다니엘 채프먼과 엘리자베스 사이 (1770년 2월 8일 결혼)에서 두 번째로 태어났다. 나다니엘은 작은 재산을 가진 농부였으며, 전통을 갖고 있지만 미국 혁명 도중에 두 개의 좋은 농장을 잃었다. 나다니엘은 존 채프먼을 과수원 주인으로 키우기 위해 사과 과수원을 가진 크로포드(Mr. Crawford)에게 실습생으로 보낸다.

## 같이 보기
- 임학